# تشارلز مور (صحفي)
تشارلز مور (بالإنجليزية: Charles Moore)‏ هو صحفي ومصور أمريكي، ولد في 9 مارس 1931، وتوفي في 11 مارس 2010 في بالم بيتش غاردنز في الولايات المتحدة.

## وصلات خارجية
- تشارلز مور على موقع ديسكوغز (الإنجليزية)